# Scott Solomon
Scott Solomon (San Antonio, 5 novembre 1988) è un giocatore di football americano statunitense che gioca nel ruolo di defensive end per i Cleveland Browns della National Football League. Fu scelto nel corso del settimo giro (211º assoluto) del Draft NFL 2012 dai Tennessee Titans. Al college ha giocato a football alla Rice University.

## Carriera professionistica

### Tennessee Titans
Solomon fu scelto nel corso del settimo giro del Draft 2012 dai Tennessee Titans. Nella sua stagione da rookie disputò 13 partite, nessuna delle quali come titolare, mettendo a segno 4 tackle.

### New York Jets
II 1º settembre 2013, Solomon firmò coi Jets. Il 10 settembre fu svincolato ma fu rimesso in organico sei giorni dopo. Solomon fu nuovamente svincolato il 4 ottobre 2013, terminando la sua esperienza con i Jets con una presenza.

### Tampa Bay Buccaneers
Il 26 dicembre 2013, firmò un contratto con i Buccaneers.

### Cleveland Browns
Nella seconda parte della stagione 2014, Solomon firmò coi Cleveland Browns con cui scese in campo nelle ultime due gare dell'anno mettendo a segno sette tackle e un sack.

## Statistiche
| Partite totali      | 22  |
| Partite da titolare | 0   |
| Tackle totali       | 4   |
| Sack                | 2,0 |
| Intercetti          | 0   |

Statistiche aggiornate alla stagione 2014